# Кредитное земское общество губерний Царства Польского
Кредитное земское общество губерний Царства Польского — первое польское банковское учреждение, объединение землевладельцев Царства Польского основанное в Варшаве в 1825 г. по инициативе Францишека Ксаверия Друцкого-Любецкого.

## Описание
Целью деятельности Общества была выдача ссуд под ипотеку сельских недвижимых имений в пределах Царства Польского. В общество могли вступить все владельцы имущества, платящие налоги на сумму более 100 злотых. Членами общества были все владельцы заложенных в нём имений, при этом общество было основано на принципе взаимной ответственности заемщиков.
Высшая исполнительная власть принадлежала главной дирекции (в Варшаве), состоящей из председателя, назначаемого Высочайшей властью, и из советников, избираемых членами общества на окружных собраниях. Губернские дирекции, подчиненные главной, состояли из семи советников, также избираемых членами общества на окружных собраниях; председатель избирался советниками из их среды. Надзор за делами общества принадлежал комитету, члены которого также избирались на окружных собраниях. Общему собранию управлений общества, образующемуся, под председательством председателя комитета, из советников комитета, из председателя и советников главной дирекции и председателей губерний дирекций, были подведомственны вопросы об изменении устава, о расширении и прекращении деятельности общества и др.

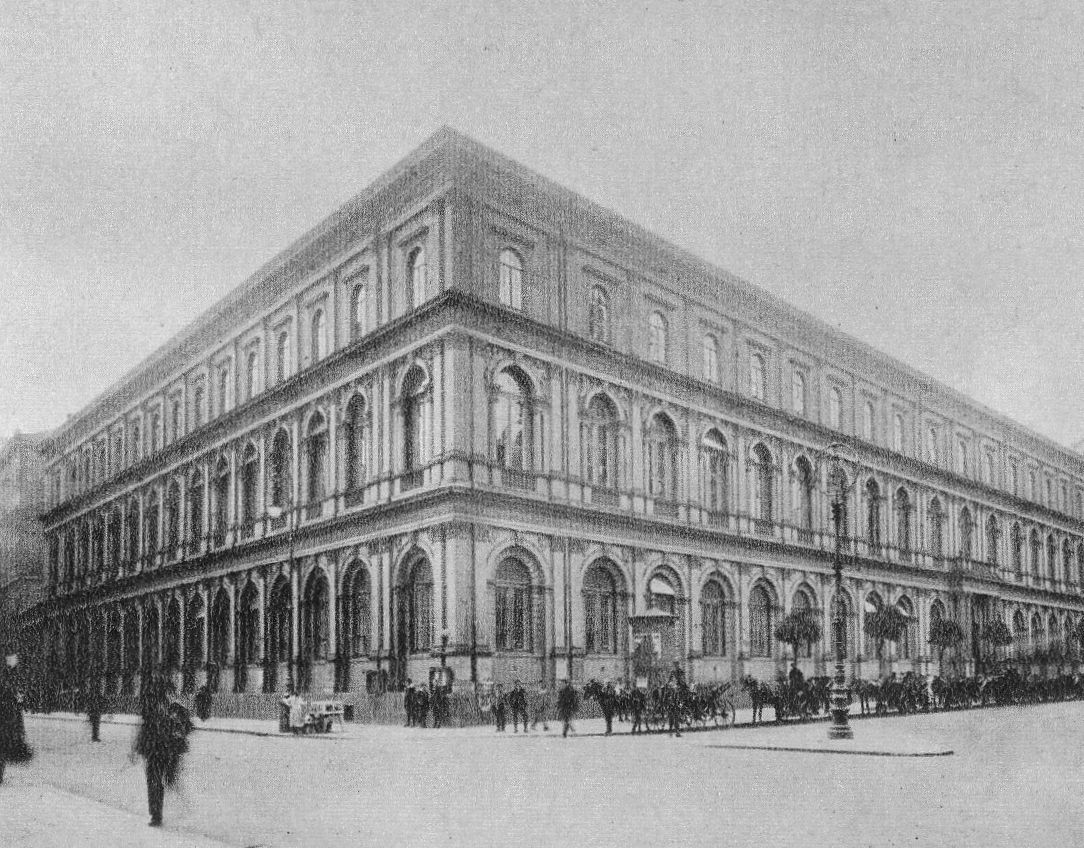
Здание Общества в Варшаве, в настоящее время является резиденцией Национального этнографического музея

Здание Главной дирекции Общества в Варшаве было построено по проекту Генрика Маркони и Юзефа Гурецкогов 1856—1858 годах на улице Кредитовой. Губернские дирекции располагались в Калише, Люблине, Плоцке, Радоме, Седльце и Сувалках.
Ссуды выдавались закладными листами, по нарицательной цене, в размере, не превышающем половины стоимости закладываемых имений. Ссуды могли испрашиваться не только собственниками имений, но и их ипотечными кредиторами. Закладные листы общества котировались на бирже в Берлине по цене близкой к нарицательной, что впоследствии привело к покупке имущества спекулянтами. Исправная уплата процентов и погашения по закладным листам обеспечивалась, всеми заложенными в обществе имениями, пропорционально непогашенным ссудам.
После учреждения Общества духовенство обязано было отчитываться о своих должниках перед Обществом, которое погашало ипотечные долги из капитала фонда. При установлении ипотеки пресвитерии были обязаны предъявлять свои документально подтвержденные требования к имуществу, а также после наложения ареста в отношении имущества, подлежащего кассации, для участия в нем.
Общество фактически действовало до 1944 г. Формально оно было ликвидировано в 1950 г. по решению министра финансов.